# Lijst van burgemeesters van Hekendorp
Dit is een lijst van burgemeesters van de voormalige Nederlandse gemeente Hekendorp tot die in 1964 samen met Papekop, Lange Ruige Weide en Waarder opging in de fusiegemeente Driebruggen.
| Ambtsperiode | Naam burgemeester               | Partij of stroming | Bijzonderheden |
| ------------ | ------------------------------- | ------------------ | --- |
| 18?? - 1837  | C.W. van Dam                    |                    | |
| 1837 - 1852  | Gerard van Dam                  |                    | tevens tijdens (deel van) deze periode burgemeester van andere gemeenten zoals Linschoten, later onder meer burgemeester van Montfoort                  |
| 1852 - 1861  | Pieter Marie Montijn            |                    | tevens burgemeester van Oukoop (1846-1857), Papekop (1852-1861) en Lange Ruige Weide (1850-1861)                                                        |
| 1861 - 1882  | Georgius Andreas Muller         |                    | tevens burgemeester van Papekop en Lange Ruige Weide, eerder burgemeester van Ameide en Tienhoven                                                       |
| 1882 - 1892  | Gerardus Anne Haentjens Dekker  |                    | tevens burgemeester van Papekop en Lange Ruige Weide, eerder burgemeester van Leimuiden                                                                 |
| 1892 - 1928  | Willem Hendrik Marianne Doorman |                    | tevens burgemeester van Papekop en Lange Ruige Weide |
| 1928 - 1951  | Leendert Cornelis Brinkman      | ARP                | tevens burgemeester van Papekop en Lange Ruige Weide, eerder burgemeester van Den Bommel                                                                |
| 1952 - 1955  | Pieter (P.) Feitsma             | PvdA               | waarnemend, tevens burgemeester van Reeuwijk (1948-1955) en waarnemend burgemeester van Papekop en Lange Ruige Weide, later burgemeester van Sliedrecht |
| 1955 - 1964  | Hendrik Prinsen                 | ARP                | tevens burgemeester van Papekop en Lange Ruige Weide, vanaf 1962 waarnemend burgemeester                                                                |